# Absorbente industrial
Los absorbentes industriales son utilizados para limpiar derrames de hidrocarburos (petróleo y sus derivados) y químicos, que pueden llegar a producir contaminación en el agua o sobre el suelo.
Existen distintos tipos de absorbentes, los minerales basados en la arcilla, como las sepiolitas, y los orgánicos  basados en la turba. Los primeros resultan ser abrasivos al tener cristales de sílice en su composición y con menor poder de absorción. Los de turba tienen gran poder de absorción y brinda beneficios significativos en el cuidado del medio ambiente. 
En su estado natural,  por sus propiedades moleculares es oleofílico
(absorbe aceites rápidamente) e hidrofóbico (resiste a la penetración del agua).
Para aumentar su proceso de absorción las fibras de la turba son tratadas 
especialmente para lograr absorber y encapsular petróleo, solventes, metales 
pesados, pesticidas y herbicidas con el simple contacto.
Absorben un alto rango de productos químicos orgánicos, no solo el aceite pesado.
Esta lista incluye algunos de los hidrocarburos y químicos industriales 
que pueden ser absorbidos:
- Aceites parafínicos,
- Aceite para motores,
- Ácidos Bases, Acetato,
- Acetona,
- Acetonitrilo,
- Benceno,
- Bromodiclorometano,
- Búnker C,
- Butanol,
- Butil,
- Ciclohexano,
- Cloroformo,
- Diclorobenceno,
- 1-2 Dicloroetano,
- 1-1 Dicloroetileno,
- Diclorometano,
- Dinitrotolueno,
- Estireno,
- Etanol,
- Éter de petróleo,
- Éter etílico,
- Etilbenceno,
- Etilenglicol,
- Gasoil,
- Heptano,
- Hexano,
- Hexaclorobenceno,
- Hexaclorobutadieno,
- Hexacloroetano,
- Hexano,
- Isobutanol,
- Isopreno,
- Isopropanol,
- Kerosene,
- Metanol,
- Nitrobenceno,
- Pentano,
- Piridina,
- Propanol,
- Solventes Orgánicos,
- Tetracloroetano,
- Tetracloroetileno,
- Tinturas,
- Tolueno,
- Tricloroetileno,
- Vinil,
- Xileno

- Datos: Q5655440